# اوتپا
اوتپا (به استونیایی: Otepää) یکی از شهرک‌های کشور استونی است.
این شهرک در سال ۲۰۱۱ میلادی ۱٬۹۵۳ نفر جمعیت داشته است.

## نگارخانه

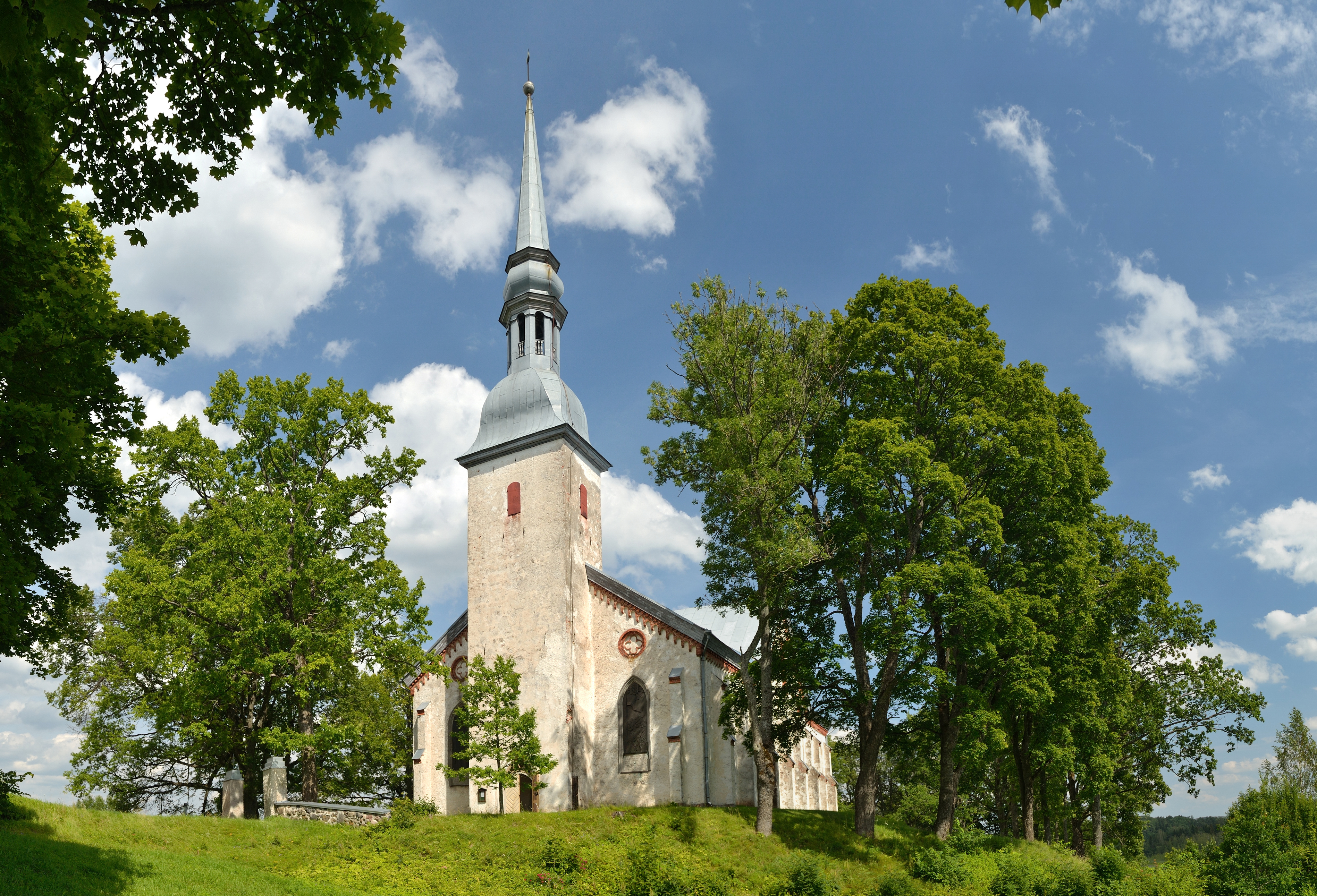
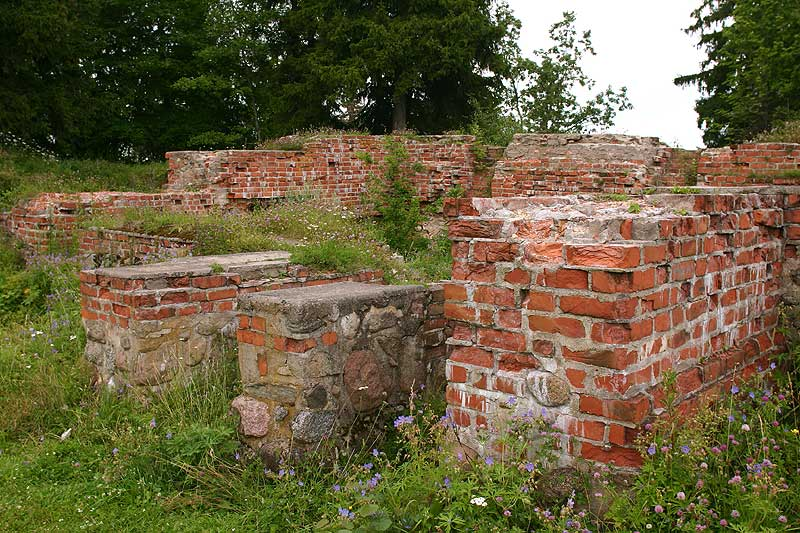
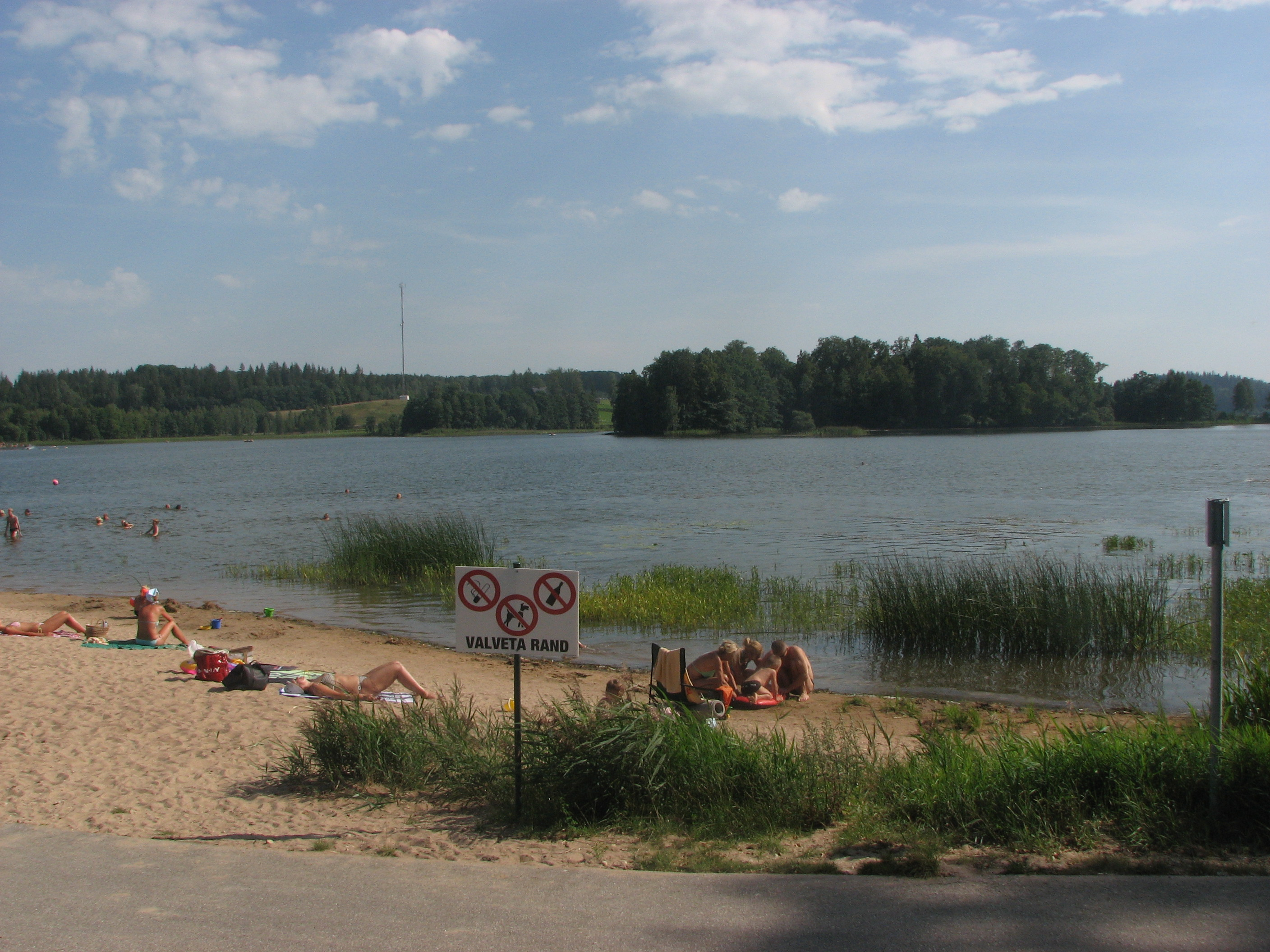
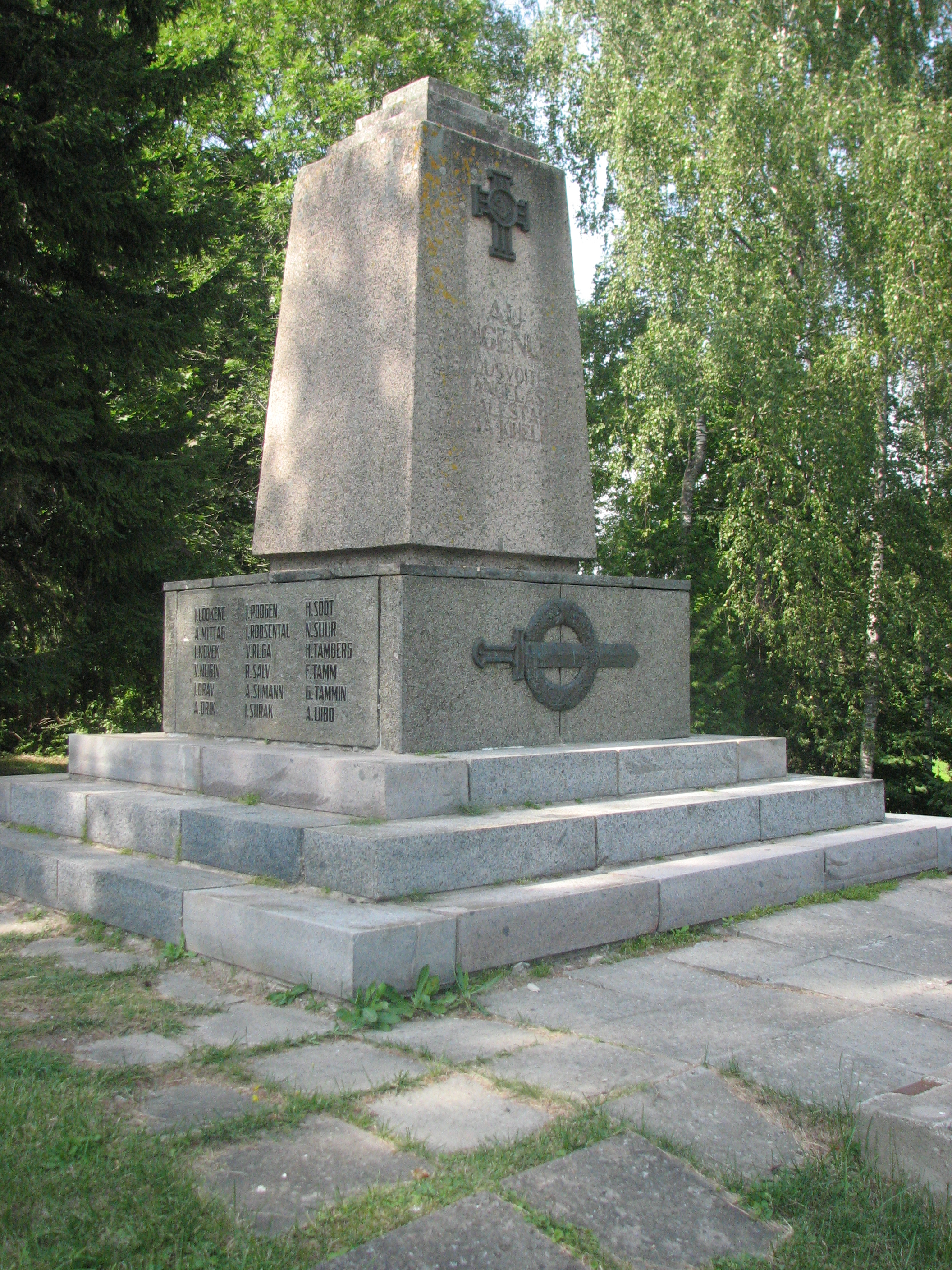
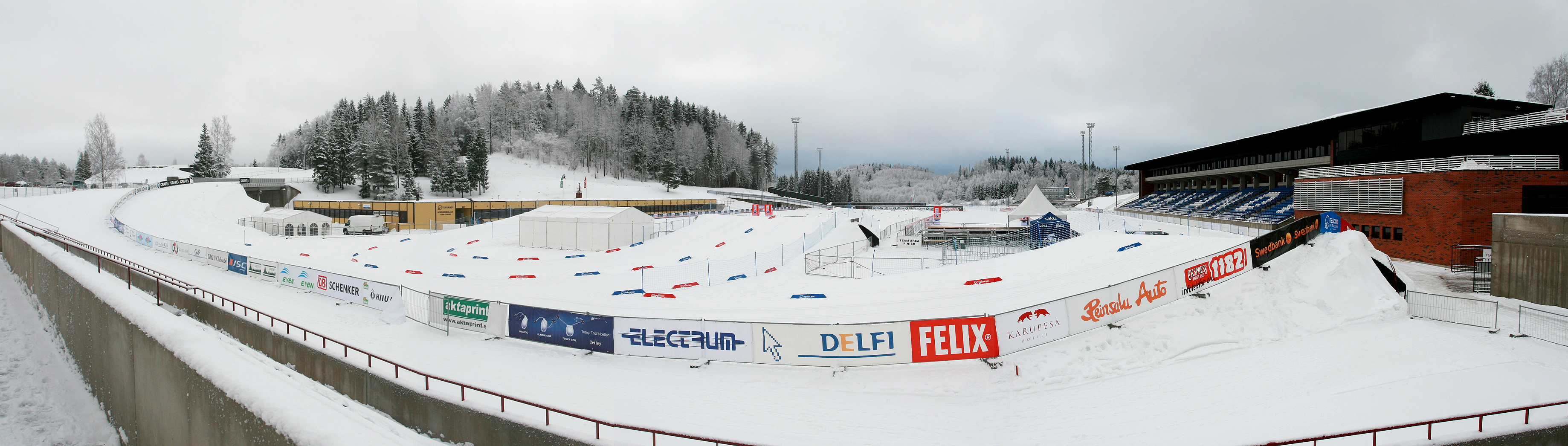
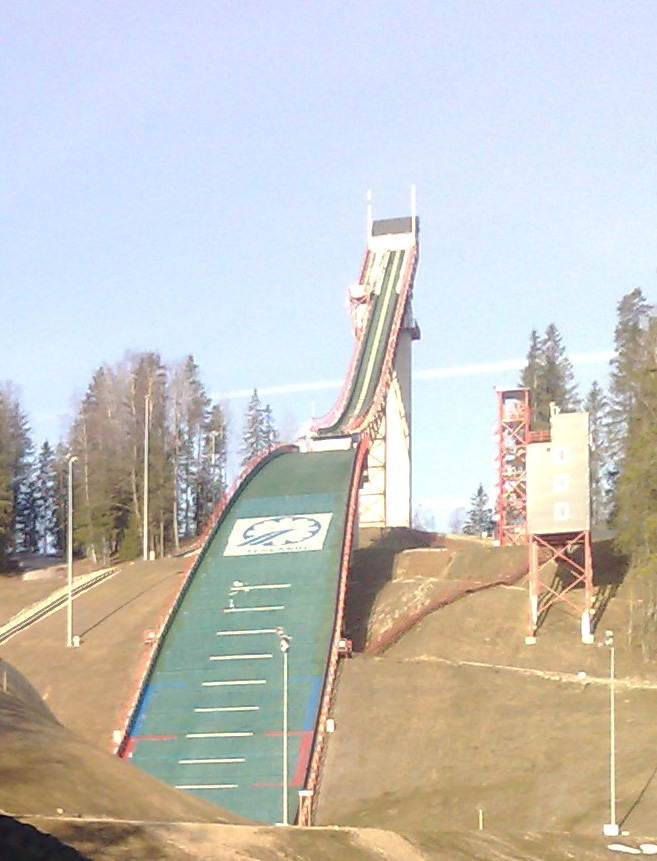
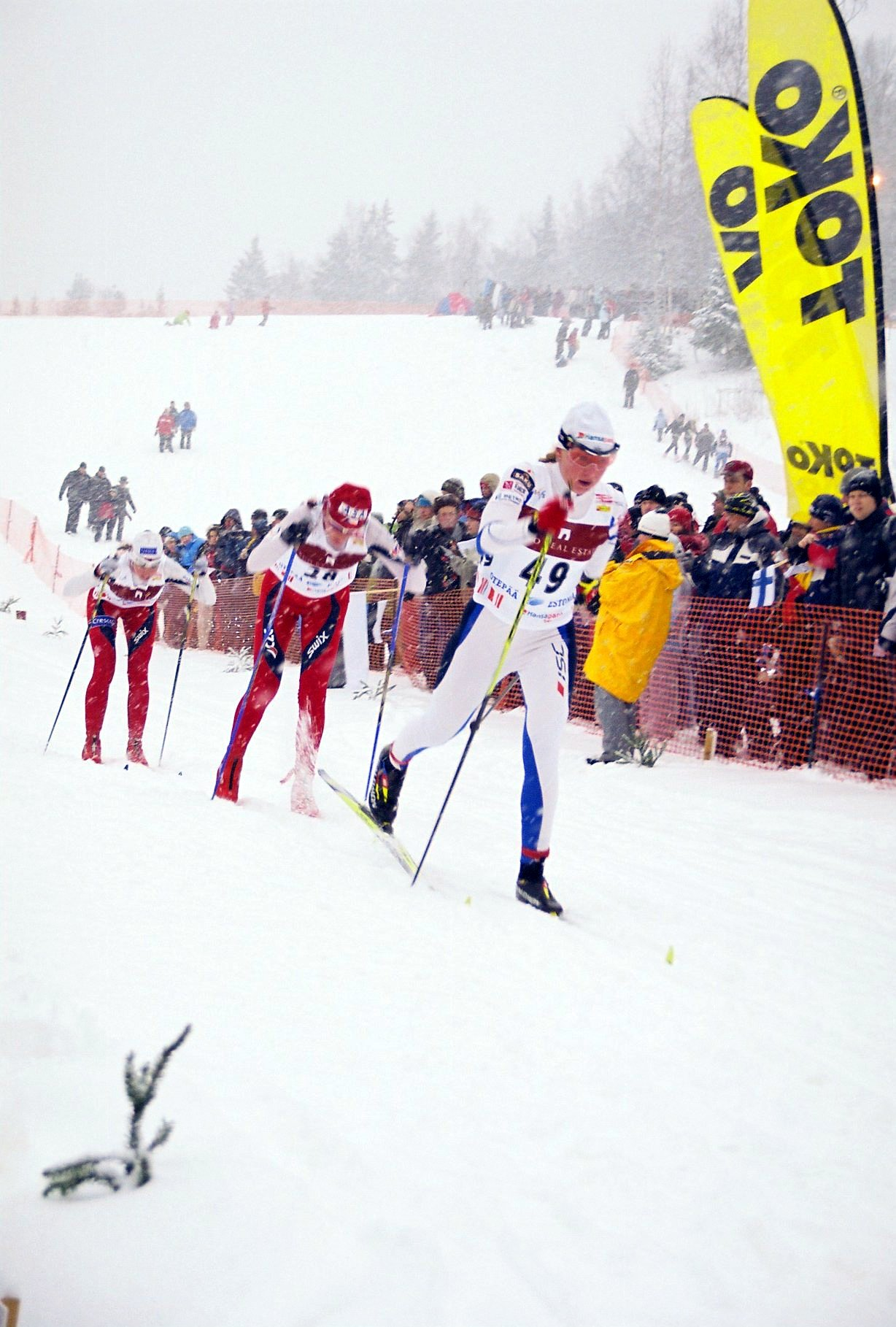